# 周福成
周福成（1898年—1953年），盛京将軍管轄区奉天府人，中華民国军事将领。

## 生平
保定陸軍軍官学校第9期毕业，此後加入奉系的東北陸軍。1927年（民国16年）5月，升任東北陸軍第6旅第17團團長。1933年（民国22年）參加長城抗戰，在戰役期間的3月23日第一二九師師長于兆麟被撤職，師長由周福成代替。翌年，率部駐扎河南省信陽，負責包圍並清剿光山中国共產党的紅軍。1935年（民国24年）4月，授陸軍少将銜，9月在陝西省北部包圍並攻擊紅軍。
抗日戰争爆發後，被任命為第116師師長，在永清、安次一帶抗擊日軍。此後，在山西省南部的太行山對日軍展開游击战。1938年（民国27年）6月，參加武漢會戰。同年12月，升任國民革命軍第五十三軍軍長。1939年（民国28年）7月，授陸軍中将銜。1942年（民国31年）9月，進攻湖南省岳陽及湖北省監利的日軍。1943年（民国32年），率部進攻雲南省西部的日軍，攻騰沖。1945年（民国34年）5月，當選中国国民党第6屆中央候補監察委員。
第二次国共内戰爆發，周福成率第53軍移駐秦皇島。1947年（民国36年）4月，移往東北前綫。7月，升任第8兵團司令官。1948年（民国37年）4月，被任命為松江省政府主席，翌月兼任国民政府主席東北行轅政務委員会委員。同年，率第8兵團參加辽西会战，任瀋陽防守兵團司令官。辽西会战国民党方面處於劣勢，東北剿匪總司令衛立煌離開瀋陽，周福成代理總司令。11月東北野戰軍攻克瀋陽，周福成喬裝改扮試圖逃離，結果被東北野戰軍發現並俘虜。此後，被關押在哈尔滨，在解放軍官教導團接受思想改造。1953年3月獲得釋放，数月内病逝。享年56岁。

## 家庭
周福成女儿周长秀曾为中华民国时期中国共产党地下党员。周长秀后改名周一人，与同样身为当时在北平的地下党员何兆仁结为伉俪，育一子何平，一女何京。子女现居于山西省太原市。

### 書籍
- 徐友春主編. . 河北人民出版社. 2007. ISBN 978-7-202-03014-1.
- 劉国銘主編. . 团結出版社. 2005. ISBN 7-80214-039-0.
- 李東紅，周福成就擒記 （三），遼商報，2012年1月31日
- 劉寿林等編. . 中華書局. 1995. ISBN 7-101-01320-1.

| 前任：洪鈁 | 松江省政府主席1948年4月 - 11月 | 繼任：（废止） |

Template:末任中華民國大陸時期一級行政區行政首長